# Platycuma holti
Platycuma holti är en kräftdjursart som beskrevs av William Thomas Calman 1905. Platycuma holti ingår i släktet Platycuma och familjen Nannastacidae. Inga underarter finns listade i Catalogue of Life.